# Бишівський історико-краєзнавчий музей
Бишівський історико-краєзнавчий музей — історико-краєзнавчий музей у с. Бишів, Фастівського району, Київської області; зібрання матеріалів і предметів з історії, культури та персоналій Бишівської територіальної громади.
Музей розташований у приміщенні школи за адресою:
вул. Шкільна, 10, с. Бишів 08072 (Фастівський район, Київська область, Україна).

## З історії та експозиції музею
Музей історії с. Бишів засновано 1983 року вчителем історії Бишівської середньої школи Валерієм Обухівським. Сьогодні музей сертифікований Міністерством освіти та науки України, має почесне звання «Зразковий».
У фондах музею зібрано до 1500 експонатів, які систематизовані по розділах: археологічний, середньовіччя, етнографічний, 20-30 роки ХХ ст., Друга світова війна, соціально-економічний розвиток села в 1950–1990 роки, сьогодення.

## Наукова і освітня робота
Музей проводить екскурсійну, освітню роботу серед учнів школи і мешканців села, поповнює фонди шляхом пошуку в експедиціях, походах, архівах. Відвідувачами музею є учні шкіл району, м. Києва, з його експозицією ознайомились громадяни Росії, Польщі, Італії, Німеччини і США.
У грудні 2011 року на базі музею була проведена наукова конференція «Магдебурзьке право на Київщині», присвячена 430-річчю присвоєння Магдебурзького права містечку Бишеву. Із доповідями виступили викладачі Київського університету ім. Тараса Шевченка, науковці з Інституту історії України АН України, та Національної спілки краєзнавців України.
Про роботу Бишівського історико-краєзнавчого музею писала газета «Слово Просвіти», знімали сюжети ряд телекомпаній. Зокрема, це документальний фільм з циклу «Є таке село в Україні», ДТРК «Культура» (червень 2008 р.), телепрограми «Сільська рада», телеканал 1+1,"Нова Україна", Перший національний (відповідно, вересень і грудень 2010 року).